# Штехер, Ренате
Ренате Штехер (урожд. Ренате Мейсснер, род. 12 мая 1950, Шюптиц, Саксония-Анхальт, ГДР) — восточногерманская легкоатлетка, бегунья на короткие дистанции, двукратная чемпионка Олимпиады 1972 года (бег 100 и 200 метров), чемпионка Олимпиады 1976 года в эстафете 4×100 метров. В 1970—1976 годах владела мировым рекордом на дистанции 100 м, в 1972—1974 годах — на дистанции 200 м.

## Биография
На международной арене дебютировала в 1969 году на чемпионате Европы в Афинах. Попав в основной состав команды в последний момент вместо выбывшей спортсменки, завоевала серебро на 200-метровой дистанции и золото в эстафете.
С 1970 года выступает под фамилией Штехер.
В 1970-х годах была широко известна напряжёнными спортивными дуэлями с западногерманскими спринтерами Аннегрет Рихтер и Анне Кронигер. В 1973 году стала первой женщиной, преодолевшей 100 м быстрее 11 секунд по ручному секундомеру (10,9 с). Трижды становилась олимпийской чемпионкой, четырежды — чемпионкой Европы на стадионах. Установила 34 мировых рекорда в различных дисциплинах, включая эстафеты и соревнования в закрытых помещениях.
По окончании спортивной карьеры занималась научной работой в Йене и преподаванием физкультуры в высшей школе. После объединения Германии потеряла работу, работала в студенческом союзе и в антидопинговой комиссии Германской легкоатлетической ассоциации.
С 1970 года замужем за германским бегуном с барьерами Гердом Штехером. Имеет трёх дочерей 1977, 1979 и 1986 года рождения. Средняя дочь Анья в 1996 году трижды становилась чемпионом Тюрингии в различных дисциплинах лёгкой атлетики.
В 2011 году внесена в Зал славы германского спорта.
По сведениям восточногерманской секретной службы принимала участие в государственной программе применения допинга в спортивных целях. После Олимпиады 1972 года собиралась прекратить приём фармацевтических препаратов из-за их опасности для деторождения